# أريان كارنيلوسي
أريان كارنيلوسي (بالبرتغالية: Ariane Carnelossi؛ مواليد 17 نوفمبر 1992) هي مُقاتلة فنون قتالية مختلطة برازيلية.

## وصلات خارجية
لا توجد روابط لمواقع التواصل الاجتماعي.

- Ariane Carnelossi على موقع يو إف سي (الإنجليزية)
- Ariane Carnelossi على موقع شيردوغ (الإنجليزية)